# Tetraoxigénio
A molécula de tetraoxigénio (O4), também chamada de oxozónio, foi pela primeira vez anunciada em 1924 por Gilbert N. Lewis, que propôs uma explicação para o facto de o oxigénio líquido não obedecer a lei de Curie. Atualmente descobriu-se que Lewis estava errado, mas não muito: simulações em computador indicam que, embora não haja moléculas estáveis de O4 no oxigénio líquido, as moléculas  de O2 tendem a associar-se em pares com spins antiparalelos formando moléculas temporariamente estáveis de O4. Em 1999, os cientistas achavam que o oxigénio sólido exista na sua fase-ε (a pressões acima de 10 GPa) como O4. No entanto, em 2006, foi mostrado através de cristalografia de raios-X que esta fase estável conhecida como oxigénio ε ou oxigénio vermelho é na verdade composto por espécies de octaoxigénio 
O8. Não obstante, o tetraoxigénio foi detectado por meio da espectrometria de massas como espécies químicas instáveis.
Entretanto, a estrutura do tetraoxigénio não foi ainda totalmente clarificada. 